# Klassiker av föräldravördnad
Klassiker av föräldravördnad (alt. sonlig vördnad), eller XiaoJing (孝经; 孝經; Xiàojīng) är en kinesisk konfuciansk klassisk text om sociala relationer. Traditionellt tillskrivs texten Konfucius, men det är ifrågasatt.